# هوگو کوئنسا
هوگو کوئنسا (انگلیسی: Hugo Cuenca؛ زادهٔ ۸ ژانویهٔ ۲۰۰۵) بازیکن فوتبال اهل پاراگوئه است که در حال حاضر برای باشگاه فوتبال میلان فوتورو بازی می‌کند. 
وی همچنین در تیم‌های ملی فوتبال زیر ۱۵ سال، زیر ۱۷ سال و بزرگسالان پاراگوئه بازی کرده است.